# Polypoetes approximans
Polypoetes approximans är en fjärilsart som beskrevs av W. Warren 1901. Polypoetes approximans ingår i släktet Polypoetes och familjen tandspinnare. Inga underarter finns listade i Catalogue of Life.